# Musée préfectoral d'histoire de Hiroshima

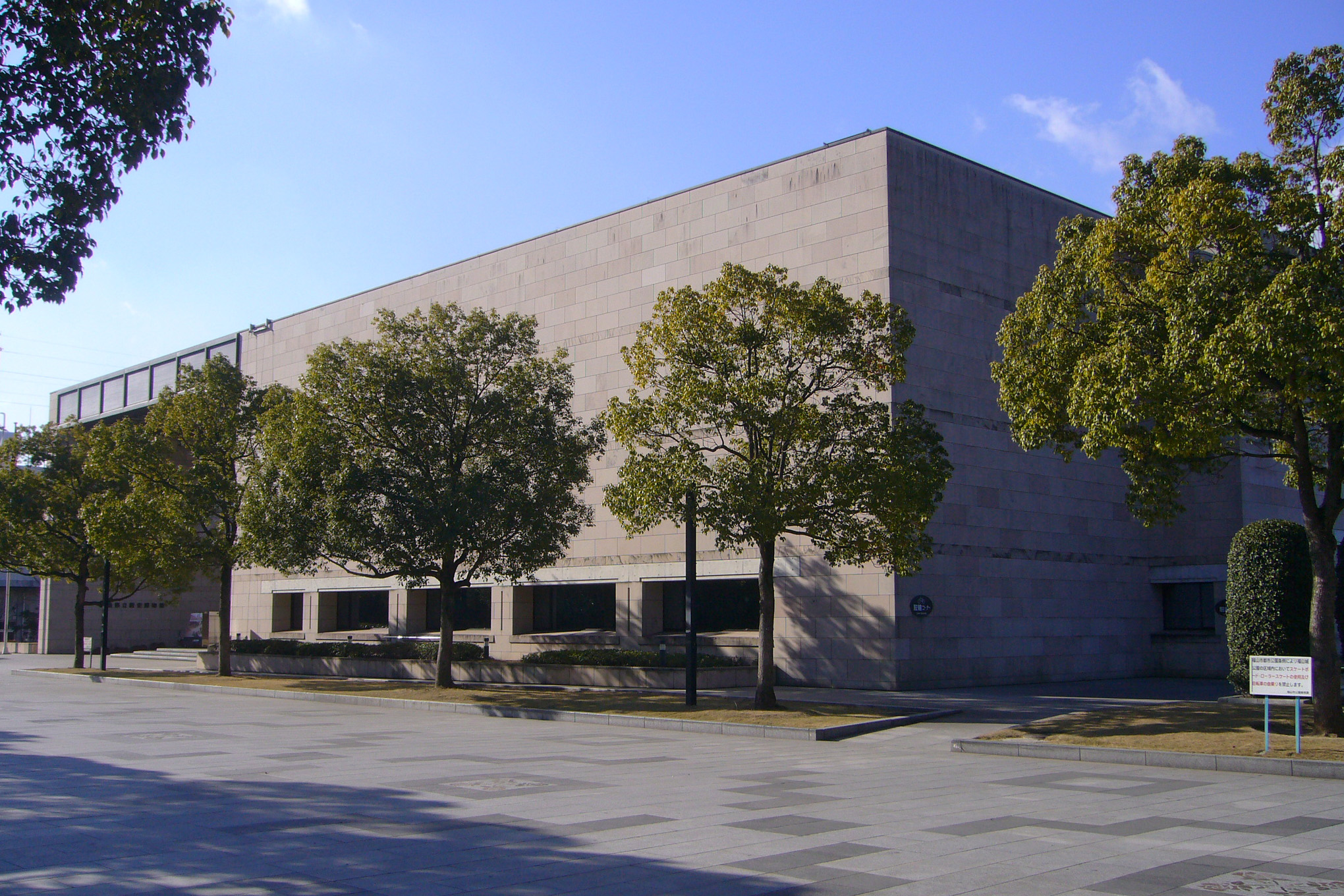
Musée préfectoral d'histoire de Hiroshima

Le musée préfectoral d'histoire de Hiroshima (広島県立歴史博物館, Hiroshima Kenritsu Rekishi Hakubutsukan) est un musée préfectoral situé à Fukuyama au Japon, consacré à l'histoire et à la culture de la région de Sétouchi. Il met particulièrement l'accent sur le village médiéval de Kusado Sengen. Le musée ouvre ses portes dans l'enceinte du château de Fukuyama le 3 novembre 1989,.